# NGC 5016
NGC 5016 је спирална галаксија у сазвежђу Береникина коса која се налази на NGC листи објеката дубоког неба.
Деклинација објекта је + 24° 5' 42" а ректасцензија 13h 12m 6,5s. Привидна величина (магнитуда) објекта NGC 5016 износи 12,9 а фотографска магнитуда 13,7. Налази се на удаљености од 40,3000 милиона парсека од Сунца. NGC 5016 је још познат и под ознакама UGC 8279, MCG 4-31-13, CGCG 130-19, IRAS 13096+2421, KARA 575, KUG 1309+243, PGC 45836.